# Macmillan Publishers
Pour les articles homonymes, voir MacMillan.
Macmillan Publishers Ltd (parfois appelé The Macmillan Group) est un groupe d'édition international privé détenu par le groupe Holtzbrinck. Macmillan Publishers possède des bureaux dans 41 pays à travers le monde et est en activité dans plus d'une trentaine d'autres.

## Histoire

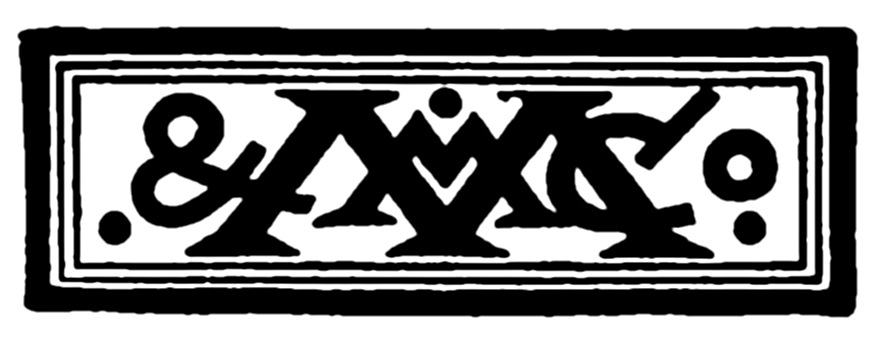
Le logo de la maison d'édition apparaissant en 1880.

Macmillan a été fondée en 1843 par Daniel et Alexander Macmillan, deux frères originaires de l'île d'Arran, en Écosse. Daniel était plutôt doué en affaires, tandis qu'Alexander s'occupait de l'aspect littéraire de l'entreprise, publiant des grands auteurs tels que Charles Kingsley (1855), Thomas Hughes (1859), Francis Turner Palgrave (1861), Christina Rossetti (1862), Matthew Arnold (1865) and Lewis Carroll (1865). Alfred Tennyson a rejoint la liste en 1884, Thomas Hardy en 1886 et Rudyard Kipling en 1890.
La société se développant, les frères Macmillan ont continué d'éditer les œuvres d'auteurs majeurs, tels que William Butler Yeats, Rabindranath Tagore, Sean O'Casey, John Maynard Keynes, Charles Morgan, Hugh Walpole, Margaret Mitchell, C. P. Snow, Rumer Godden et Ram Sharan Sharma.
Hormis la littérature, ils ont également lancé des titres comme la revue scientifique Nature en 1869, le Grove Dictionary of Music and Musicians et le Dictionary of Political Economy de Sir Robert Palgrave (1894-1899).
Macmillan a vendu sa filiale américaine en 1896 mais a refait surface sur le marché américain en 1954, sous le nom de St. Martin's Press.
La compagnie britannique était une des plus anciennes maisons d'éditions indépendantes jusqu'à 1995, date à laquelle 70 % des parts de Macmillan ont été rachetées par le géant des médias allemand Holtzbrinck (Verlagsgruppe Georg von Holtzbrinck GmbH). Holtzbrinck a racheté le reste des actions en 1999, ce qui a mis fin à la participation de la famille Macmillan dans l'entreprise.

## Filiales
Le groupe d'édition Macmillan comporte une cinquantaine de filiales opérant dans cinq domaines de l'édition :
- l'édition éducative, notamment dans le domaine de l'apprentissage de la langue anglaise (comme Macmillan Education) ;
- l'édition académique (comme Palgrave Macmillan) ;
- l'édition scientifique, technique et médicale (comme Nature Publishing Group) ;
- les œuvres de fiction et les livres non littéraires (comme Pan Macmillan) ;
- la création publicitaire et les magazines.